# All I Can Think About Is You
«All I Can Think About Is You» —en español: «Solo puedo pensar en ti»— es un sencillo promocional de la banda británica Coldplay. Fue escrita por todos los miembros del grupo y producida por Daniel Green y Rik Simpson para el EP Kaleidoscope. La canción fue lanzada el 15 de junio de 2017 como el tercer sencillo promocional del EP.

## Presentaciones en vivo
La canción fue estrenada el día 19 de abril de 2017 en Tokio, Japón, durante la última actuación de la gira asiática del A Head Full of Dreams Tour.

## Lista de canciones
| Descarga Digital |                                |          |  |
| N.º              | Título                         | Duración |  |
| 1.               | «All I Can Think About Is You» | 4:34     |  |

## Posicionamiento en listas
| Listas (2017)                          | Posición |
| -------------------------------------- | -------- |
| Francia (SNEP)                         | 152      |
| Islandia (RÚV)                         | 15       |
| Escocia (Scottish Singles Sales Chart) | 78       |